# روي آبرو
روي آبرو (بالبرتغالية: Rui Abreu‏) هو سباح برتغالي، ولد في 23 يونيو 1961 في مابوتو في موزمبيق، وتوفي في 1982.

## وصلات خارجية
- روي آبرو على موقع الاتحاد الدولي للسباحة (الإنجليزية)
- روي آبرو على موقع أوليمبيديا (الإنجليزية)